# Dalmatinervägen 101
Dalmatinervägen 101 (originaltitel: 101 Dalmatian Street) är en brittisk-kanadensisk animerad TV-serie som är framtagen av Anttu Harlin och Joonas Utti samt producerad av Passion Animation Studios och Atomic Cartoons. Serien är löst baserad på barnboken De hundra och en hundarna av Dodie Smith samt dess filmserie och är den andra TV-serien i denna serie efter 101 dalmatiner som gick mellan 1997 och 1998. Själva handlingen i serien utspelar sig nästan 60 år efter filmen Pongo och de 101 dalmatinerna från 1961.
I serien får man följa en stor familj som består av 101 dalmatinerhundar som bor på en adress med samma namn i Camden Town i London. Serien hade premiär på brittiska och irländska Disney Channel den 18 mars 2019 samt på Disney+ i Kanada och USA den 28 februari 2020.

## Rollista
| Figur   | Engelsk röst     | Svensk röst       |
| ------- | ---------------- | ----------------- |
| Dylan   | Josh Brener      | Robert Gustafsson |
| Dolly   | Michaela Dietz   | Carla Abrahamsen  |
| Delilah | Ella Kenion      | Vivian Cardinal   |
| Doug    | Rhashan Stone    | Johan Hedenberg   |
| Dawkins | Rhys Isaac-Jones | Emil Beer         |